# Sức mạnh tổng hợp quốc gia
Trong quan hệ quốc tế, sức mạnh tổng hợp quốc gia, hay còn gọi là thực lực quốc gia, là toàn bộ thực lực đảm bảo cho sự tồn tại và phát triển của một quốc gia, bao gồm các nhân tố vật chất (phần cứng), tinh thần (phần mềm), và ảnh hưởng trong quan hệ quốc tế.
Khái niệm này được nghiên cứu một cách có hệ thống ở phương Tây từ cuối thế kỷ 19 nhưng chủ yếu mới theo phương pháp định tính. Những nghiên cứu định lượng mới được đưa ra trong thập niên 1960, thập niên 1970 và ngày càng trở nên quan trọng đối với các chính trị gia, chiến lược gia, các nhà nghiên cứu. Thời gian gần đây, Trung Quốc rất quan tâm tập trung nghiên cứu lĩnh vực này.

## Các nhân tố cấu thành sức mạnh tổng hợp quốc gia

### Lãnh thổ
- Vị trí địa lý: là yếu tố trọng yếu của địa chính trị gồm các khía cạnh chính là vị trí địa lý tự nhiên, vị trí địa lý giao thông, vị trí địa lý quốc phòng. Vị trí địa lý, đặc biệt là vị trí giao thông và vị trí quốc phòng có ý nghĩa xác định tầm quan trọng của một quốc gia trong quan hệ với các nước khác và giữa các nước khác với nhau, đặc biệt là giữa các cường quốc.
- Diện tích lãnh thổ là yếu tố ảnh hưởng đến phát triển kinh tế, quốc phòng, diện tích càng lớn thì nhìn chung càng có điều kiện để phát triển kinh tế, thực hiện các giải pháp đa dạng trong quốc phòng. Đương nhiên diện tích lãnh thổ phải tính đến các điều kiện về khí hậu, tài nguyên thiên nhiên.
- Địa hình, địa mạo cũng tạo thuận lợi hay gây khó khăn cho phát triển kinh tế hoặc tổ chức quốc phòng (địa hình đồi núi hay bình nguyên, sa mạc, có biển hay không có biển...).Nước nào kiểm soát được biển thì nước đó sẽ kiểm soát được tất cả

### Tài nguyên thiên nhiên
Tài nguyên thiên nhiên có ảnh hưởng trọng yếu và lâu dài đối với một quốc gia, nó bao gồm đất đai, khoáng sản, rừng, biển, nguồn nước, nguồn năng lượng tự nhiên. Tài nguyên thiên nhiên đã và đang là trung tâm của những cuộc tranh giành, thậm chí xung đột giữa các quốc gia đặc biệt là dầu mỏ, khí đốt; khoáng sản kim loại; nước và những nguyên tố hiếm phục vụ kỹ thuật, quốc phòng. Do tầm quan trọng của tài nguyên thiên nhiên vốn đang bị cạn kiệt mà nhiều lãnh thổ trước đây vốn ít được quan tâm như Bắc Cực, Nam Cực gần đây đã trở thành trung tâm chú ý của các quốc gia.

### Dân số
- Số lượng nhân khẩu: là nhân tố sản xuất cũng như cấu thành tầm quan trọng của một quốc gia, các quốc gia đông dân đều gây được sự chú ý trong quan hệ quốc tế như Trung Quốc, Ấn Độ. Nhiều nhà nghiên cứu cho rằng dân số phải đạt đến một mức nhất định mới có thể đảm bảo cho sự phát triển an toàn, bền vững của quốc gia.
- Chất lượng và cấu trúc dân số: chất lượng dân số là nhân tố đảm bảo cho số lượng nhân khẩu phát huy tác dụng. Chất lượng dân số là tố chất công dân, trình độ giáo dục, tình trạng sức khỏe, nền tảng đạo đức, phong tục tập quán, truyền thống văn hóa, quân sự... và tinh thần dân tộc. Cấu trúc dân số là các khía cạnh về giới tính, độ tuổi, thành phần dân tộc, tôn giáo. Cấu trúc dân số hợp lý, thuần nhất sẽ tạo thuận lợi cho quốc gia phát huy sức mạnh tổng hợp.

### Kinh tế
Thực lực kinh tế được coi là yếu tố cấu thành cơ bản của sức mạnh tổng hợp quốc gia. Ảnh hưởng của kinh tế đến sức mạnh tổng hợp quốc gia được xem xét trên hai yếu tố chính là quy mô kinh tế (GDP) và cơ cấu kinh tế.
- Kinh tế hậu thuẫn cho xây dựng nền quốc phòng: quyết định quy mô và trang bị kỹ thuật, khí tài chiến tranh của quân đội. Chi tiêu cho quốc phòng của các quốc gia hầu hết đều rất tốn kém cả về quy mô lẫn tỷ trọng so với GDP. Chiến tranh hiện đại có sức phá hoại cũng như mức tiêu hao ngày càng lớn do vậy chỉ có thực lực kinh tế hùng mạnh mới đảm bảo cho tiến hành chiến tranh đạt kết quả.
- Bản thân thực lực kinh tế là nhân tố đảm bảo vị trí quốc tế của một quốc gia. Trong lịch sử, đặc biệt là lịch sử cận đại và hiện đại, các cường quốc có vai trò chi phối chính trị quốc tế đều là những nước có tiềm lực kinh tế hùng mạnh. Thực lực kinh tế cũng là biểu hiện đồng thời cũng là một nhân tố của năng lực cạnh tranh quốc tế trong bối cảnh toàn cầu hóa hiện nay.

### Giao thông, thông tin liên lạc
Giao thông vận tải và thông tin liên lạc vừa là hạ tầng của nền kinh tế trong hòa bình vừa là hạ tầng để tiến hành chiến tranh trong thời chiến. Nó đảm bảo cho con người, hàng hóa và tin tức lưu thông thông suốt trong nền kinh tế, quân đội, khí tài chiến tranh, đảm bảo hậu cần trong chiến tranh cũng như thu thập các thông tin một cách đầy đủ, kịp thời để ra quyết định. Trong điều kiện hiện nay, vai trò của thông tin ngày càng trở nên quan trọng và nhiều khi quyết định thành bại trong cả kinh tế lẫn tiến hành chiến tranh.

### Chất lượng của chính phủ
- Bản chất chính trị của chính phủ: chính phủ đại diện cho giai cấp, tầng lớp nào trong xã hội, có đại diện cho đông đảo người dân của quốc gia hay không. Bản chất chính trị của chính phủ cũng được xem xét trên hai mặt đối nội và đối ngoại, một chính phủ có hợp lòng dân, hợp với các giá trị, xu thế của thế giới hay không ảnh hưởng đến vị thế quốc gia và thành bại trong chiến tranh vì chiến tranh là một sự tiếp nối của chính trị.
- Trình độ luật hóa, dân chủ hóa của chính phủ: yếu tố này thể hiện ở mức độ hoàn thiện của hệ thống luật pháp trên các mặt lập pháp, hành pháp và tư pháp, mức độ công khai, dân chủ và quyền lợi chính trị của người dân trong các cuộc bầu cử.
- Cơ cấu và hiệu quả điều hành của chính phủ: thể hiện ở việc sắp xếp tổ chức bộ máy chính phủ, cơ chế vận hành, hoạt động của chỉnh phủ. Bộ máy chính phủ quan liêu, cồng kềnh hay gọn nhẹ, nhạy bén, có hiệu quả quyết định hiệu lực quản lý của chính phủ.

### Sức mạnh quân sự
Sức mạnh quân sự luôn là yếu tố cơ bản được tính đến trong chính sách quan hệ quốc tế và chính trị quốc tế. Sức mạnh quân sự là yếu tố then chốt trong chiến tranh và là yếu tố có tính chất răn đe khi không có chiến tranh. Sức mạnh quân sự thể hiện ở các mặt: số lượng và chất lượng quân đội; năng lực chi huy; trình độ lý luận quân sự và trang thiết bị, khí tài quân sự đặc biệt là những vũ khí có sức hủy diệt lớn.

### Quan hệ đối ngoại
Quan hệ đối ngoại bao gồm nhiều lĩnh vực: kinh tế, chính trị, ngoại giao, quốc phòng, văn hóa...Những nguyên tắc và kết quả của chính sách đối ngoại ảnh hưởng đến tương quan, vị thế của quốc gia đặc biệt là ngoại giao quốc phòng, nhân tố ảnh hưởng trực tiếp đến sức mạnh tổng hợp quốc gia.

### Khoa học công nghệ
Khoa học công nghệ thể hiện ở các khám phá, phát minh, sáng chế; trình độ ứng dụng. Nó là nhân tố có tác dụng thúc đẩy kinh tế phát triển nhờ tăng năng suất lao động đồng thời ảnh hưởng đến việc chế tạo, sử dụng các vũ khí, khí tài chiến tranh công nghệ cao, hiệu suất lớn.

## Phương pháp tính sức mạnh tổng hợp quốc gia

### Phương pháp của Ray Cline
Ray Cline (Giám đốc Trung tâm nghiên cứu chiến lược và Viện nghiên cứu quốc tế của Đại học Georgetown, Mỹ) đưa ra công thức tính sức mạnh tổng hợp quốc gia như sau:
Pp = (C+E+M) × (S+W), trong đó:
C (Country): thực thể cơ bản gồm dân số và lãnh thổ.
E (Economy): thực lực kinh tế gồm GDP và cơ cấu kinh tế.
M (Military): thực lực quân sự bao gồm lực lượng hạt nhân chiến lược và lực lượng chính quy.
S (Strategy): ý đồ chiến lược do lãnh đạo quốc gia vạch ra.
W (Will): ý chí của toàn dân đối với ý đồ chiến lược do lãnh đạo quốc gia vạch ra.
Mỗi tham số sẽ được tính điểm và giá trị cao nhất của Pp mà một quốc gia có thể đạt được là 1000 thì:
Pp/1000 = (C/100 + E/200 + M/200) × (S+W)
Cách tính điểm của mỗi tham số như sau:
C: tối đa 100 điểm, trong đó dân số 50 và diện tích lãnh thổ 50. Dân số có các mức 15, 50 và 200 triệu người, dưới 15 triệu không được tính điểm, 200 triệu được điểm tối đa 50 còn trên 200 triệu hoặc từ 15 đến dưới 200 triệu bị trừ điểm. Diện tích lãnh thổ từ 8 triệu km vuông trở lên được điểm tối đa 50, dưới 200 nghìn km vuông không được tính điểm, trong khoảng còn lại sẽ xếp theo các thang bậc.
E: tối đa 200 điểm trong đó GDP (thường tính theo sức mua tương đương) 100 điểm và cơ cấu kinh tế 100 điểm; Mỹ coi là đạt điểm tối đa 200, các quốc gia khác xếp sau theo thang bậc. Các nước có GDP từ 10 tỷ USD trở xuống không được tính điểm. Cơ cấu kinh tế chia ra 5 lĩnh vực: năng lượng, khai khoáng, công nghiệp, nông nghiệp, thương mại, mỗi lĩnh vực 20 điểm; từng lĩnh vực nếu sản xuất đủ đáp ứng nhu cầu trong nước hoặc có thể xuất khẩu thì được 20 điểm, phải nhập khẩu bị trừ điểm (trừ tối đa 5 điểm).
M: gồm lực lượng hạt nhân chiến lược (100 điểm) và lực lượng quân đội chính quy (100 điểm). Mỹ cũng được coi là đạt điểm tối đa 200, các quốc gia khác xếp sau theo tương quan với Mỹ.
Như vậy tổng các nhân tố thuộc phần cứng tối đa là 500 điểm, các yếu tố phần mềm chính là hệ số để sức mạnh phần cứng được phát huy.
S: ý đồ chiến lược thể hiện tập trung nhất lợi ích cơ bản của quốc gia thì được hệ số tối đa (1), ý đồ chiến lược được chi thành hai phương diện phòng thủ và tấn công, mỗi thứ 0,5. Nếu yếu tố truyền thống (chiến thắng trong nhiều cuộc chiến tranh..), tinh thần dân tộc cao thì được cộng thêm vào hệ số, ngược lại sẽ bị trừ bớt đi.
W: sự ủng hộ của người dân tối đa là 1, được chia nhỏ thành mức độ đồng tâm nhất trí của cả dân tộc, trình độ và hiệu lực của chính phủ và mức độ quan tâm của số đông người dân đối với lợi ích và chiến lược quốc gia, mỗi tham số 0,33.
Ứng dụng phương pháp này và sử dụng số liệu năm 2006, thì sức mạnh tổng hợp quốc gia của Việt Nam là 88 (trên 1000 điểm).

### Phương pháp củaNhật Bản
Phương pháp này cũng tương tự phương pháp của Cline nhưng có khác một vài tham số:
Pp = (C+E+M)(G+D), trong đó:
C: thực thể cơ bản ngoài dân số và lãnh thổ, tính thêm tài nguyên thiên nhiên.
E: thực lực kinh tế ngoài GDP và cơ cấu kinh tế, tính thêm GDP bình quân đầu người và mức tăng trưởng kinh tế.
M: thực lực quân sự giống như phương pháp của Cline.
G: năng lực chính trị đối nội.
D: năng lực chính trị đối ngoại.
Như vậy, các yếu tố phần cứng được bổ sung so với Cline còn hệ số phần mềm là ý đồ chiến lược cùng với sự ủng hộ của dân chúng được thay thế bằng năng lực chính trị đối nội và đối ngoại.

### Các phương pháp khác
Sức mạnh tổng hợp quốc gia = N(L+P+I+M), trong đó:
N: năng lực vũ khí hạt nhân.
L: diện tích lãnh thổ.
I: quy mô công nghiệp.
M: quy mô quân đội.
Sức mạnh tổng hợp quốc gia = {\displaystyle {\sqrt {P^{3}}}ZI}, trong đó:
P: dân số.
Z: sản xuất năng lượng.
I: sản xuất thép.
Công thức của Hoàng Thạc Phong và Đinh Phong Tuấn (Trung Quốc): Sức mạnh tổng hợp quốc gia = KHαSβ, trong đó:
K: hệ thống phối hợp quốc gia.
H: các yếu tố phần cứng.
α: hệ số phần cứng.
S: các yếu tố phần mềm.
β: hệ số phần mềm.
Các nhân tố phần cứng, phần mềm tính toán tương tự các phương pháp khác, hệ số α, β phụ thuộc hai yếu tố cơ bản: quốc gia thuộc loại phát triển hay đang phát triển và quốc gia có chiến tranh, mất ổn định hay hòa bình, ổn định.
| Nước           | Điểm và thứ hạng năm 2000 | Điểm và thứ hạng dự báo cho năm 2020 |
| -------------- | ------------------------- | ------------------------------------ |
| Hoa Kỳ         | 241 (1)                   | 192 (2)                              |
| Nhật Bản       | 184 (2)                   | 228 (1)                              |
| Đức            | 162 (3)                   | 164 (3)                              |
| Pháp           | 141 (4)                   | 157 (4)                              |
| Ý              | 125 (6)                   | 151 (5)                              |
| Vương quốc Anh | 116 (7)                   | 115 (8)                              |
| Canada         | 92 (9)                    | 81 (10)                              |
| Úc             | 71 (11)                   | 62 (12)                              |
| Nam Phi        | 34 (16)                   | 30 (16)                              |
| Nga            | 131 (5)                   | 108 (9)                              |
| Trung Quốc     | 102 (8)                   | 118 (7)                              |
| Ấn Độ          | 53 (13)                   | 57 (13)                              |
| Indonesia      | 37 (15)                   | 40 (15)                              |
| Hàn Quốc       | 87 (10)                   | 124 (6)                              |
| Brazil         | 69 (12)                   | 80 (11)                              |
| Mexico         | 49 (14)                   | 52 (14)                              |
| Ai Cập         | 26 (17)                   | 21 (17)                              |

## Các vấn đề phát sinh khi phân tích sức mạnh tổng hợp quốc gia
- Quan niệm về các yếu tố cấu thành sức mạnh tổng hợp quốc gia cũng như tầm quan trọng của chúng tương đối khác nhau do vậy các phương pháp định lượng cho kết quả cũng khác, thậm chí rất khác nhau. Một số phương pháp tính nêu trên cho thấy có phương pháp coi trọng sức mạnh của vũ khí hạt nhân, có phương pháp coi trọng sản xuất thép và năng lượng...
- Nhiều yếu tố thay đổi nhanh theo thời gian, ví dụ vị trí chiến lược của một quốc gia trong thời kỳ này có thể được đánh giá cao nhưng trong thời kỳ khác lại không còn được đánh giá cao nữa.
- Các yếu tố phần mềm (tinh thần) mặc dù đã được xác định bằng các tiêu chí cụ thể để có thể định lượng được nhưng vẫn rất khó đo lường một cách chính xác và phụ thuộc nhiều vào quan điểm về giá trị.